# Kek (mitologija)
Kek  je bil poosebljenje prvobitne teme  (egipčansko kkw sm3w) v staroegipčanski hermopolski ogdoadski teoriji o nastanku sveta. 
Ogdoado so sestavljali štirje pari božanstev, štirje moški bogovi v paru z njihovimi ženskimi dvojniki. Kekova dvojnica je bila boginja Kekuit. Kek in Kekuit sta v nekaterih pogledih predstavljala noč in dan in sta se zato imenovala  tudi  "dvigalec dneva" in "dvigalka noči".
Imeni Keka in Kekuit sta se pisali kk ali kkwy. H Kekovemu imenu se je pripisoval hieroglif za sonce, k Kekuitinemu pa hieroglif za temo.

## Zgodovina
Na najstarejših upodobitvah je imel Kek kačjo glavo, Kekuit pa žabjo ali mačjo glavo. Na nekaterih upodobitvah sta se enačila s Ka in Kait. V teh primerih je imel Ka-Kek glavo žabe, na kateri je čepel  hrošč,  Kait-Kekuit pa glavo kače, na kateri je slonel sončni disk.
V grško-rimskem obdobju Egipta se je Keka upodabljalo kot moškega z žabjo glavo, Kekuit pa kot žensko s kačjo glavo, tako kot vse druge dualistične koncepte ogdoade.  

## Vir
- Seawright, Caroline (2003). Kek and Kauket, Deities of Darkness, Obscurity and Night.